# Zoological Journal of the Linnean Society
Le Zoological Journal of the Linnean Society est le journal scientifique de la Linnean Society of London, publié par Blackwell Publishing.
Selon EBSCOhost, il rassemble des « articles de zoologie mettant l'accent sur la diversité, la systématique, les relations et les mœurs des animaux actuels comme éteints ».